# Niels Gade

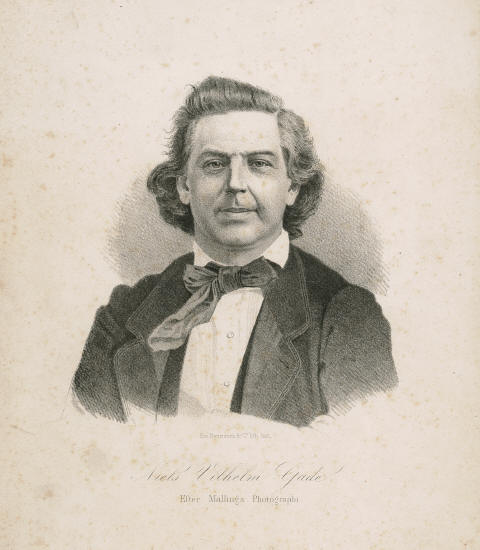
Niels Gade

Niels Wilhelm Gade (Copenhaga, 22 de fevereiro de 1817 – Copenhaga, 21 de dezembro de 1890) foi um compositor, organista, violinista e director de orquestra dinamarquês, contemporâneo de Robert Schumann e representante das escolas nacionais nórdicas.

## Biografia
Filho de um fabricante de instrumentos musicais, começou uma carreira de violinista. A sua primeira obra como compositor foi a abertura para orquestra Recordações de Ossian (1836), que estreou a Sociedade Musical de Copenhaga em 1840. Depois decidiu dedicar a sua primeira sinfonia a Felix Mendelssohn que, entusiasmado, a estreou com a orquestra Gewandhaus de Leipzig em março de 1843; depois de uma estadia em Itália, Gade tomaria o comando dessa orquestra durante 4 anos (1844-1848) como director. Chegou a Leipzig, Alemanha, graças a uma bolsa outorgada pelo governo dinamarquês. 
Formou-se, como organista, com o compositor alemão Christoph Ernst Friedrich Weyse e com o seu compatriota, o compositor Andreas Peter Berggreen. 
Foi muito amigo de Mendelssohn, e também de Robert Schumann que viu em Gade um "compositor excepcional". 
Em finais de 1840 voltou à Dinamarca, onde se ficou com o cargo de direcção da Sociedade Musical de Copenhaga, lugar que ocupou até à sua morte, cinquenta anos depois. Durante este período, criou uma nova orquestra e um novo coro, além de trabalhar como organista. Alentou toda uma geração de compositores nórdicos, incluindo Edvard Grieg. Compôs obras sinfónicas, instrumentais, corais e de gosto romântico.
Casou com a filha do compositor dinamarquês Johann Peter Emilius Hartmann.

## Obras principais

### Sinfonias
- Sinfonia n.° 1 em dó menor, op. 5 (1842)
- Sinfonia n.° 2 em mi maior, op. 10 (1843)
- Sinfonia n.° 3 em lá menor, op. 15 (1846)
- Sinfonia n.° 4 em si bemol maior, op. 20 (1849)
- Sinfonia n.° 5 em ré menor, op. 25 (1852)
- Sinfonia n.° 6 em sol menor, op. 32 (1857)
- Sinfonia n.° 7 em fá maior, op. 45 (1864)
- Sinfonia n.° 8 em si menor, op. 47 (1871)

### Outras obras
Além das sinfonias, Niels Gade compôs um concerto para violino e orquestra, música de câmara, peças para piano e cantatas. Destacam-se também Erlkönigs Tochter (1853), música coral, e a suite Holbergiana (1884).